# Корнеліс Сафтлевен
Корнеліс Сафтлевен (нід. Cornelis Saftleven, 1607, Горінхем — 1681, Роттердам) — голландський художник і графік, художник книги XVII ст.

## Життєпис
Народився в Горінхемі. Походив з родини голландського художника Германа Сафтлевена старшого. В родині були три сини — Абрахам, Корнеліс і Герман молодший. Всі стануть художниками, помічниками в майстерні батька. Брати  Корнеліс і Герман молодший мешкали в місті Утрехт десять років, де працювали в одній майстерні. Герман молодший спеціалізувався на створенні пейзажів. 
Корнеліс був більш різноманітним в творчості і розробляв портрет, пейзаж, побутовий жанр, міфологічні композиції, сценки з містичними сюжетами. Період самостійної творчості розпочався приблизно з 1627 року. Серед його творів — зображення тварин (Анімалістичний жанр). Спроби створювати жартівливі картини призвело до появи картин анекдотичного жакрактеру («Нарада звірів », «Хто подав судовий позов на пані корову (свиня)»), але гумор художника був важкуватим на відміну від кумедних і легких за сюжетами картин Яна Стена. Зате фантазійні зображення ада не мали аналогів в тогочасному мистецтві Голландії XVII століття.
Працював в містах Утрехт і Антверпен. Займався графікою, як і його брат Герман молодший, і був художником книг.
Але більша частина життя і творчості митця припадає на Роттердам. У Роттердамі з 1667 року був деканом місцевої гільдії Святого Луки. 
Життєпис Корнеліса Сафтлевена подав в своєму капітальному творі Арнольд Гаубракен (1718 р.).

## Вибрані твори
- « Автопортрет », Лувр, Париж
- «Шабаш відьом »
- «Дует в майстерні художника »
- «Нарада звірів »
- «Танок біля курячого яйця», 1637, Національний музей (Варшава)
- «Хто подав судовий позов на пані корову (свиня) », Музей Бойманс ван Бенінген, Роттердам
- «Аргус стреже стадо Іо », Ермітаж
- «Пейзаж із чередою », Ермітаж
- «Ринок худоби », Ермітаж
- «Стадо на відпочинку », Ермітаж, Санкт-Петербург

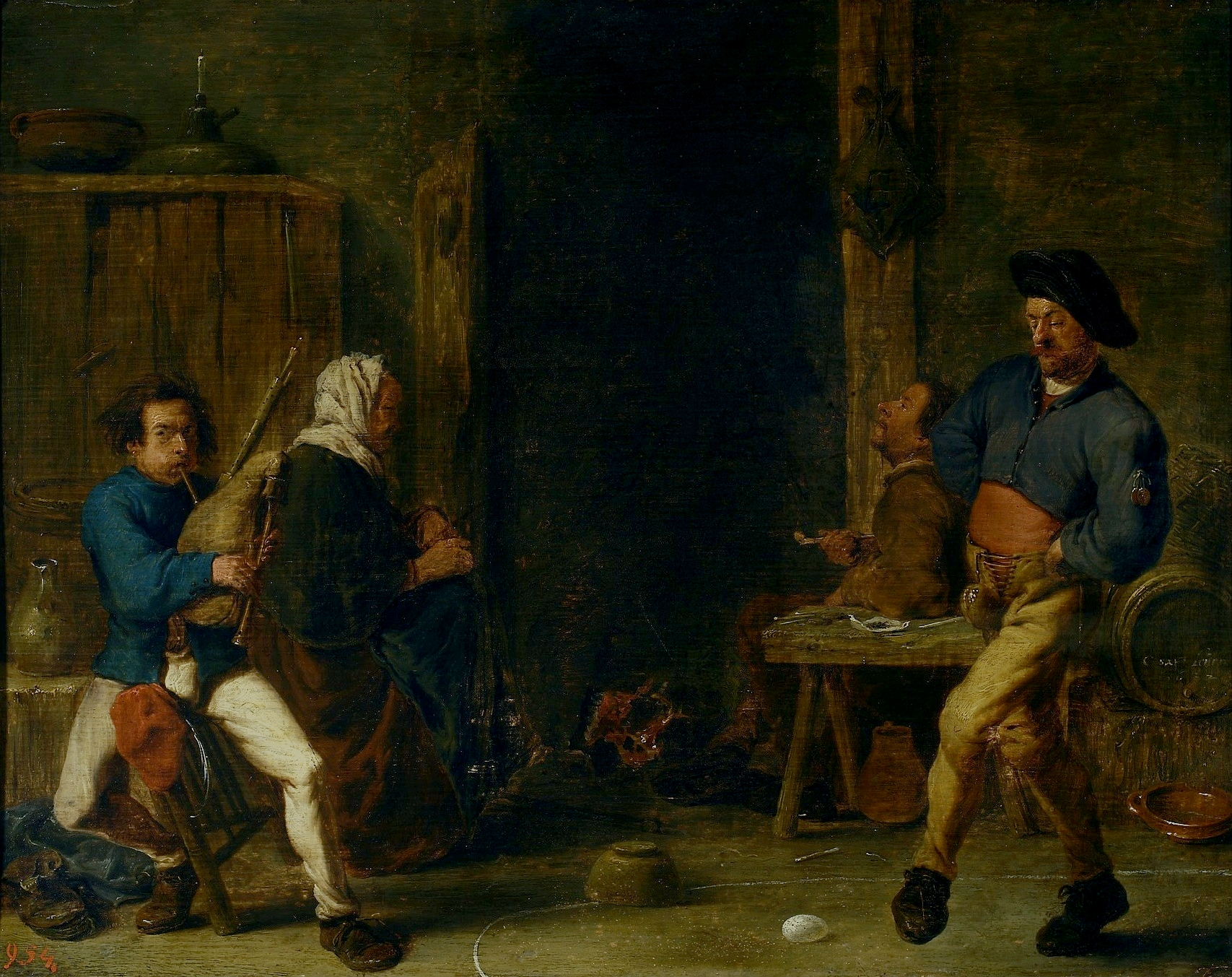
«Танок біля курячого яйця», 1637, Національний музей (Варшава).
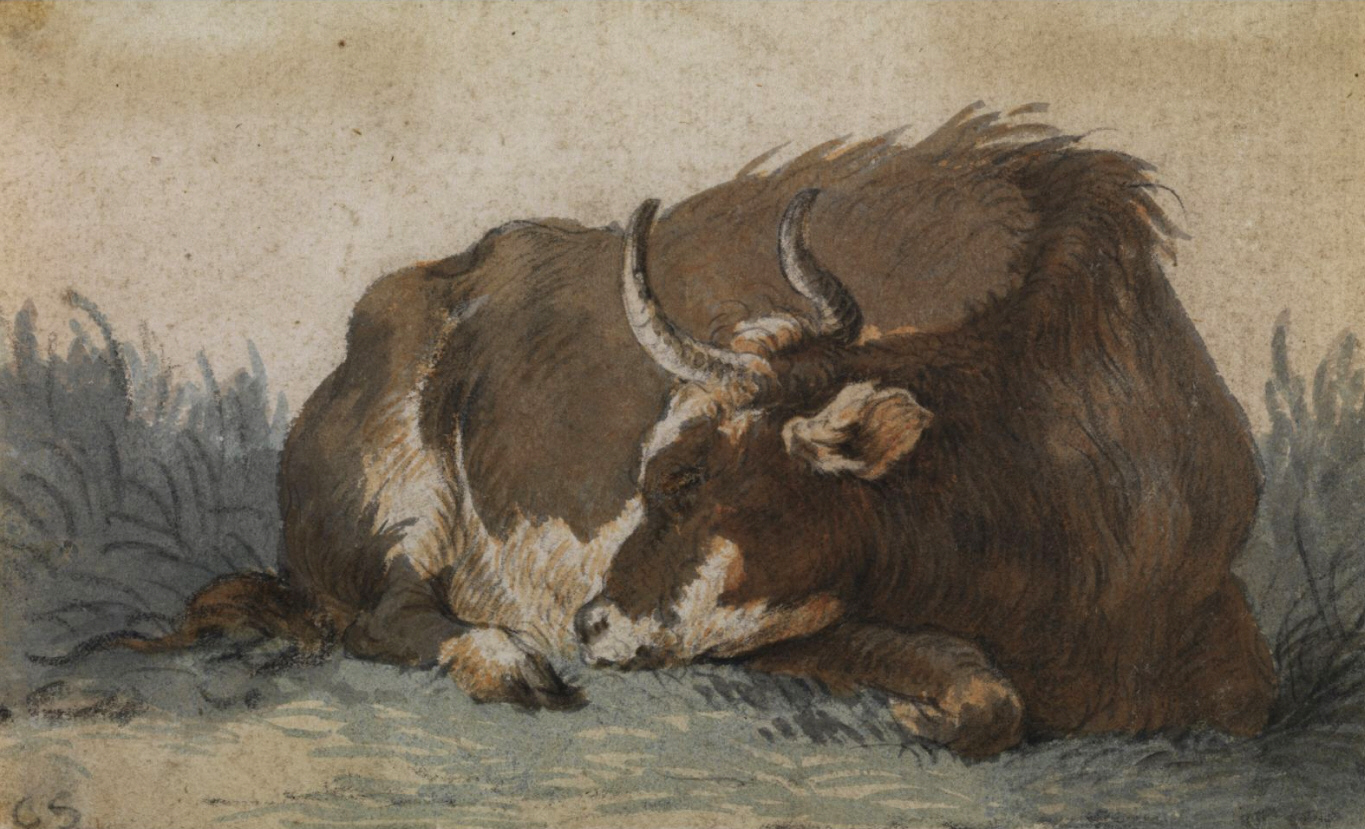
«Корова»
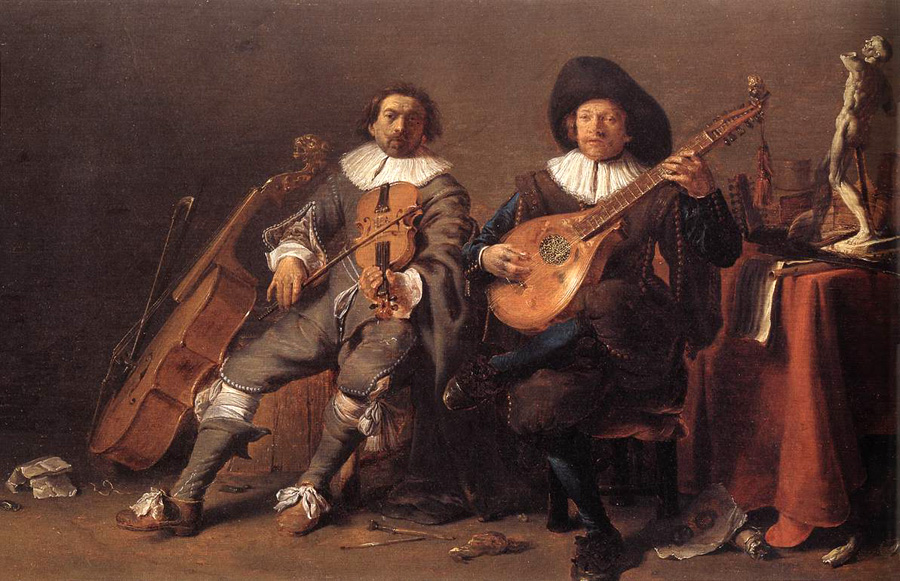
«Дует в майстерні художника» (1635)